# Поліцейський за наймом
Поліцейський за наймом (англ. Rent-a-Cop) — американський бойовик 1987 року.

## Сюжет
Сержант Френк Черч очолює операцію з упіймання наркоторговця. Але в останній момент з'являється чоловік у чорному одязі й убиває поліціянтів. Вижити вдається лише Френкові та високооплачуваній дівчині за викликом Деллі, котра бачила обличчя вбивці. В результаті провалу операції Френку довелося піти з поліції. Вбивця намагається ліквідувати свідка, але перша спроба закінчується невдачею. Перелякана Делла звертається по допомогу до Френка. Той погоджується охороняти її, розуміючи, що це єдина можливість знайти вбивцю, довести свою невинуватість і повернутися в поліцію.

## У ролях
| Актор          | Роль           |
| -------------- | -------------- |
| Берт Рейнолдс  | Тоні Черч      |
| Лайза Міннеллі | Делла Робертс  |
| Джеймс Ремар   | Танцюрист      |
| Річард Мазур   | Роджер         |
| Діонн Ворвік   | Бет            |
| Берні Кейсі    | Лемар          |
| Роббі Бенсон   | Піттс          |
| Джон Стентон   | Александр      |
| Джон П. Райан  | Візер          |
| Ларрі Долгін   | капітан Джеймс |

| Актор            | Роль              |
| ---------------- | ----------------- |
| Розлін Александр | міс Берлі         |
| Сайрус Еліас     | Віктор            |
| Джоб Черні       | портьє 1          |
| Джо Греко        | портьє 2          |
| Нед Шмідтке      | Лінді             |
| Рік Ле Февр      | поліцейський      |
| Мері Енн Тебус   | жінка в Мерседесі |
| Джон Шеннон      | Ленні             |
| Міккі Нокс       | Френк             |
| Майкл Рукер      | Джо               |

## Саундтрек
| Список треків | Список треків      | Список треків |
| #             | Назва              | Тривалість    |
| ------------- | ------------------ | ------------- |
| 1.            | «Rent-a-Cop»       | 2:20          |
| 2.            | «The Bust»         | 6:00          |
| 3.            | «Lonely Cop»       | 1:35          |
| 4.            | «Russian Roulette» | 1:39          |
| 5.            | «The Station»      | 2:49          |
| 6.            | «Worth a Lot»      | 2:32          |
| 7.            | «Lights Out»       | 2:15          |
| 8.            | «This Is the Guy»  | 3:53          |
| 9.            | «They Need Me»     | 1:45          |
| 10.           | «The Room»         | 3:12          |
| 11.           | «Lake Forest»      | 2:10          |
| 12.           | «Jump»             | 4:34          |
| 34:44         |                    |               |